# Megaphyllum rhodopinum
Megaphyllum rhodopinum är en mångfotingart som först beskrevs av Karl Wilhelm Verhoeff 1928.  Megaphyllum rhodopinum ingår i släktet Megaphyllum och familjen kejsardubbelfotingar. Inga underarter finns listade i Catalogue of Life.